# Zhou Yang (Fußballspielerin)
Zhou Yang (chinesisch 周陽 / 周阳, Pinyin Zhōu Yáng; * 2. Januar 1971) ist eine ehemalige chinesische Fußballspielerin.

## Karriere
Mit der chinesischen A-Nationalmannschaft nahm sie an der Weltmeisterschaft 1991 teil. Sie spielte dabei jede Partei komplett durch und erzielte auch noch ein Tor beim 4:1-Gruppenspielsieg über Neuseeland. Auch bei der Weltmeisterschaft im Jahr 1995 war sie Teil des Kaders und erzielte hier erneut in der Gruppenphase ein Tor, diesmal beim 4:2-Sieg über Australien. Nachdem sie in jeder Partie wieder von Anfang an auf dem Platz stand, kam sie im abschließenden Spiel um Platz drei jedoch gar nicht zum Einsatz.